# Municipio de Grand River (condado de DeKalb)
El municipio de Grand River (en inglés: Grand River Township) es un municipio ubicado en el condado de DeKalb en el estado estadounidense de Misuri. En el año 2010 tenía una población de 5893 habitantes y una densidad poblacional de 62,92 personas por km².

## Geografía
El municipio de Grand River se encuentra ubicado en las coordenadas 39°47′45″N 94°16′9″O / 39.79583, -94.26917. Según la Oficina del Censo de los Estados Unidos, el municipio tiene una superficie total de 93.66 km², de la cual 92.24 km² corresponden a tierra firme y (1.52%) 1.42 km² es agua.

## Demografía
Según el censo de 2010, había 5893 personas residiendo en el municipio de Grand River. La densidad de población era de 62,92 hab./km². De los 5893 habitantes, el municipio de Grand River estaba compuesto por el 74.34% blancos, el 24.33% eran afroamericanos, el 0.31% eran amerindios, el 0.27% eran asiáticos, el 0.07% eran isleños del Pacífico, el 0.17% eran de otras razas y el 0.51% pertenecían a dos o más razas. Del total de la población el 2.38% eran hispanos o latinos de cualquier raza.